# Гёте, Вальтер Вольфганг фон
Вальтер Вольфганг фон Гёте (нем. Walther Wolfgang von Goethe; 9 апреля 1818, Веймар, Германский союз — 15 апреля 1885, Лейпциг, Королевство Саксония) — немецкий композитор и камергер. Внук и последний потомок Иоганна Вольфганга Гёте.

## Биография
Вальтер фон Гёте был первым ребёнком в семье сына поэта Августа фон Гёте и его супруги Оттилии. Слабый здоровьем ребёнок не посещал школы. Уроки игры на фортепиано музыкально одарённому мальчику давал Феликс Мендельсон Бартольди. Он обучался у него композиции во время учёбы на философском факультете Лейпцигского университета (1836—1838). Однако ни в песенном, ни в оперном жанре Вальтеру Вольфгангу фон Гёте не удалось достичь впоследствии особых успехов. Имя великого деда тяжким бременем легло на его плечи. Биограф Иоганна Вольфганга Гёте Женни Герстенбергк писала: «Стремления Вальтера фон Гёте были настоящими, идеальными, прекрасными, талант его — привлекательным; однако его творческая производительность не находилась в надлежащем соотношении с тем, чего так властно требует искусство: тяжёлой, неутомимой работы».
Вальтер фон Гёте проживал в мансарде дома своего деда в Веймаре и всячески противился его передаче в руки государства. В 1859 году получил дворянское звание фрайхерра.
Вальтер Вольфганг фон Гёте умер 15 апреля 1885 года во время поездки в Лейпциге. В своём завещании от 24 сентября 1883 года он передал наследие своего деда, в частности, дом Гёте в Веймаре, его библиотеку и обширные коллекции государству Саксен-Веймар-Эйзенаху, что позволило создать Национальный музей И. В. Гёте в Веймаре.
Последний из рода Гёте, как и его брат и сестра, не оставили потомства. На его могиле высечена надпись: «С ним умер род Гёте». По некоторым данным Вальтер фон Гёте, как и его брат Вольфганг, являлся гомосексуалом.